# Dálnice 73 (Izrael)
Dálnice 73, přesněji spíš Silnice 73 (hebrejsky: 73 כביש, Kviš 73) je krátké silniční spojení nikoliv dálničního typu (chybí vícečetné jízdní pruhy i mimoúrovňové křižovatky) v severním Izraeli, o délce 12 kilometrů.

## Trasa silnice
Probíhá Jizre'elským údolím. Začíná u vesnice Nahalal, kde odbočuje z dálnice číslo 75. Prochází pak intenzivně zemědělsky využívanou krajinou směrem k východu, přičemž po jižním okraji míjí město Migdal ha-Emek. U vesnice Tel Adašim nedaleko od Afuly ústí do dálnice číslo 60.